# Siraius bicolor
Siraius bicolor är en snäckart som först beskrevs av Bergh 1884.  Siraius bicolor ingår i släktet Siraius och familjen Dorididae. Inga underarter finns listade i Catalogue of Life.